# Mastixia

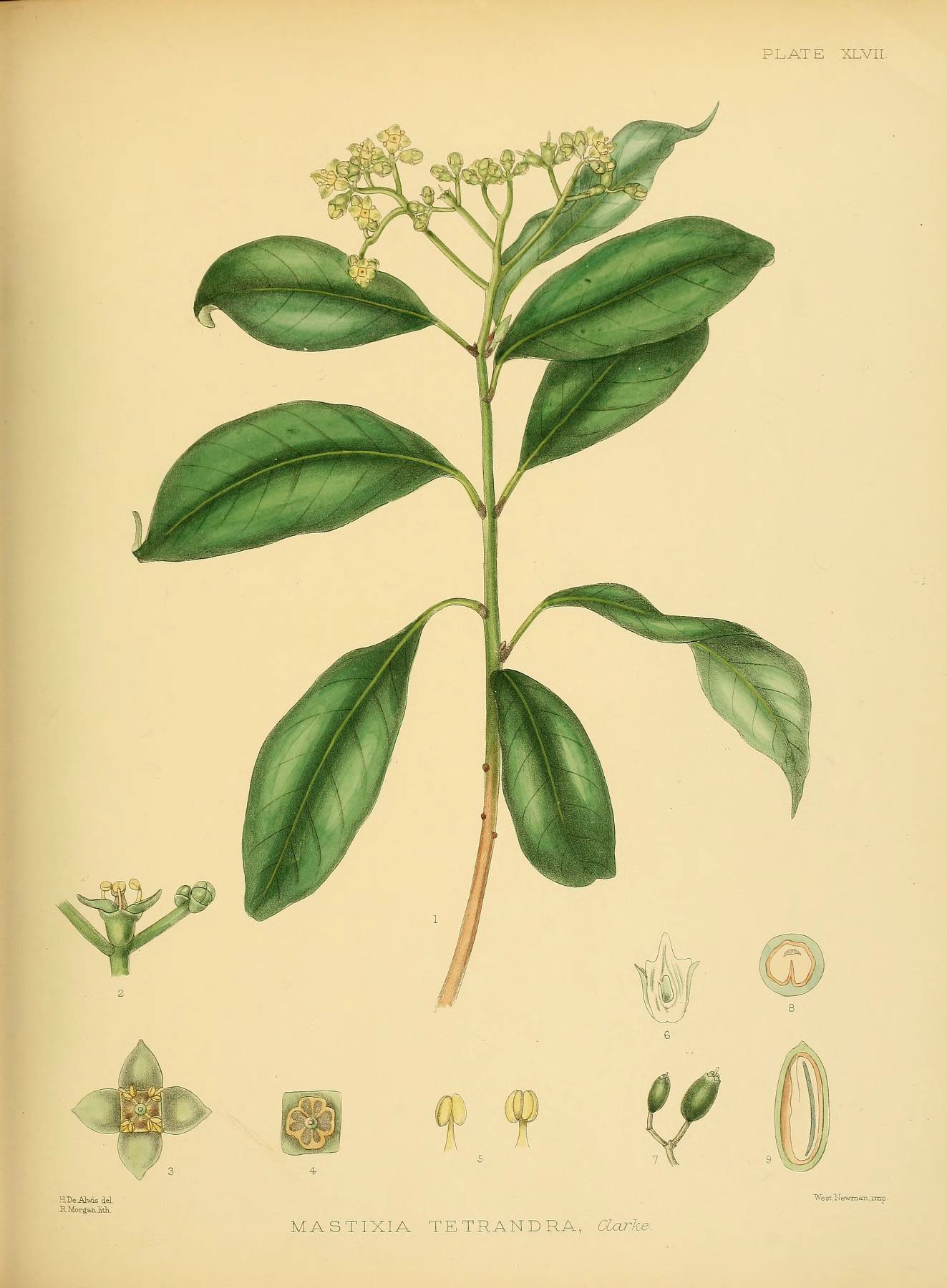
Ilustrace Mastixia tetrandra

Mastixia je rod rostlin z čeledi tupelovité (Nyssaceae). Jsou to stálezelené stromy s jednoduchými až téměř vstřícnými listy bez palistů a drobnými, zelenými nebo žlutavými květy. Plodem je peckovice. Rod zahrnuje 20 druhů a je rozšířen v tropické Asii. V období třetihor byl široce rozšířen na severní polokouli a fosilní pecky z plodů jsou nacházeny i v severočeských a západočeských hnědouhelných pánvích.
Stromy rodu Mastixia mají jen okrajový hospodářský význam. Dřevo je měkké a málo kvalitní a má jen lokální význam. Pryskyřice se v Indii používá jako repelent.

## Popis
Zástupci rodu Mastixia jsou stálezelené, jednodomé, pryskyřičnaté stromy, dorůstající výšky až 40 metrů a průměru kmene 80, výjimečně až 150 cm. Borka po naseknutí intenzivně voní po cukrové třtině. Odění je složeno z dvouramenných chlupů. Větévky obsahují dřeň. Listy jsou jednoduché, střídavé až téměř vstřícné, celokrajné, podlouhle eliptické, vejčité nebo úzce obvejčité, kožovité až tlustě papírovité, se zpeřenou žilnatinou, bez palistů. Květy jsou zelenavé nebo žlutavé, drobné, oboupohlavné, většinou čtyř nebo pětičetné, stopkaté, uspořádané v mnohokvětých thyrsoidních latách. Kalich je zvonkovitý, masitý, na vrcholu zubatý nebo laločnatý, vytrvalý. Korunní lístky jsou tlusté, vejčité, na vrcholu dovnitř zahnuté. Tyčinek může být různý počet od 4 až do 8 a mají krátké, šídlovité, zploštělé nitky. Semeník je spodní a obsahuje jedinou komůrku s jedním vajíčkem. Čnělka je krátká, kuželovitá, často vytrvalá, zakončená drobnou vrcholovou, někdy laločnatou bliznou. V květech je lehce laločnatý nektáriový terč. Plodem je vejcovitá nebo podlouhle kulovitá peckovice s tenkou nebo tlustou dužninou a podélně žebernatou peckou. Plody jsou za zralosti modré nebo temně purpurové. Semeno obsahuje drobné embryo a hojný endosperm.

## Rozšíření
Rod Mastixia zahrnuje 20 druhů. Je rozšířen výhradně v tropické Asii v oblasti od jižní a severovýchodní Indie a Srí Lanky přes jižní Čínu, Indočínu a jihovýchodní Asii po Novou Guineu a Bismarckovo souostroví. Největší areál má druh Mastixia pentandra (jižní Čína, Indočína a jv. Asie) a Mastixia trichotoma (Indočína a jv. Asie).
Rostliny rostou v primárních i sekundárních lesích v nadmořských výškách do 1800 metrů, řidčeji i výše.

## Prehistorie

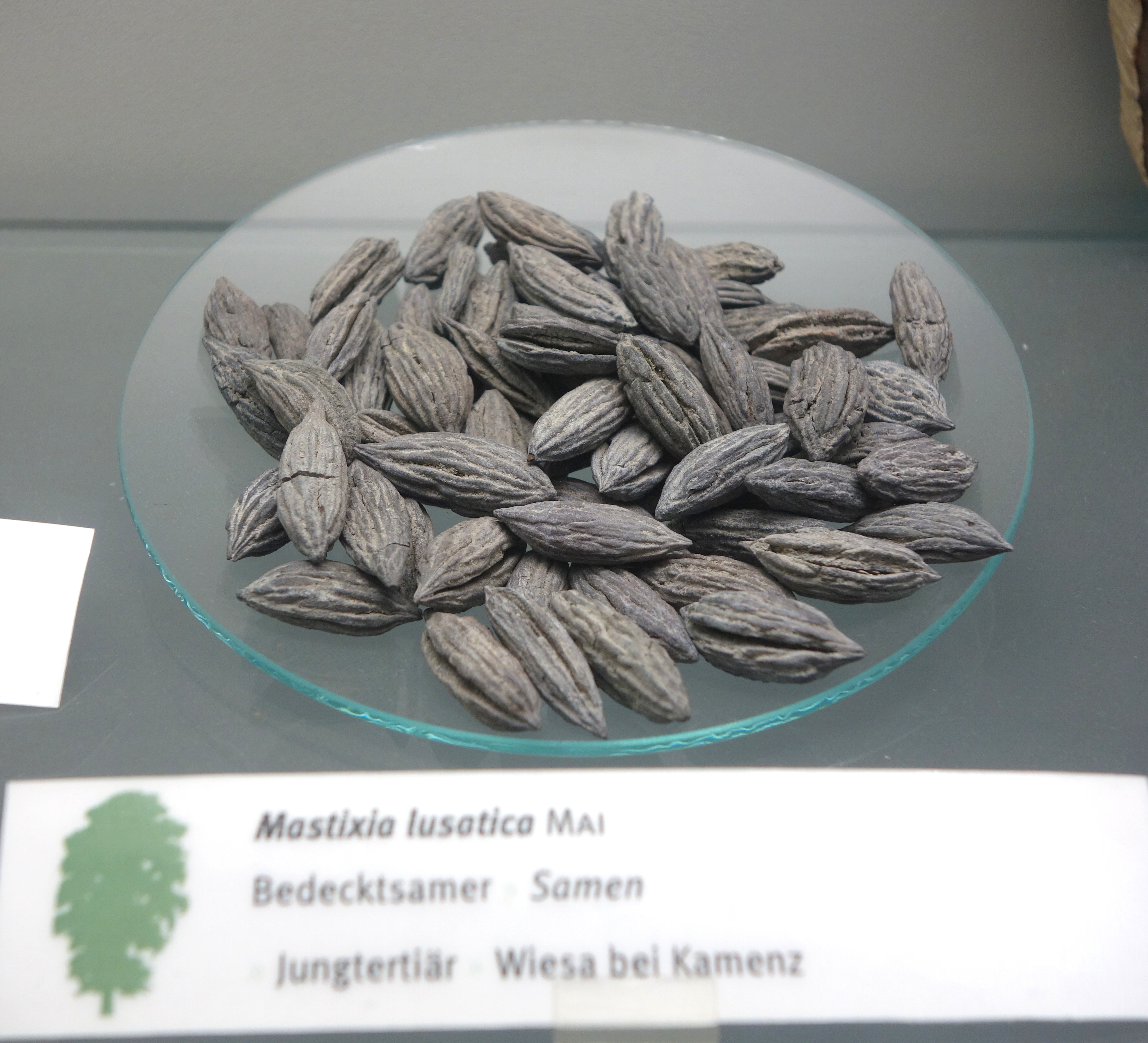
Fosilní pecky †Mastixia lusatica

V současnosti je rod Mastixia omezen na tropické oblasti Asie, v období třetihor však byl široce rozšířen v subtropech a teplých oblastech severní polokoule. Fosilní pecky jsou dosti hojně nacházeny v Evropě i Severní Americe a dokonce daly název typu fosilních rostlinných společenstev (tzv. mastixioidní vegetace, mastixioid vegetation), v nichž rod Mastixia a příbuzné, dnes již vymřelé rody (Beckettia, Eomastixia, Mastixiocarpus, Mastixiopsis, Retinomastixia,
Ganitroceras, Tectocarya) dominovaly. Fosilní pecky druhu †Mastixia amygdaliformis byly nalezeny i v severočeských a západočeských hnědouhelných pánvích a také u Hluboké nad Vltavou.

## Taxonomie
V minulosti byl rod Mastixia spolu s ostatními rody stávající čeledi Nyssaceae řazen do čeledi Cornaceae (dřínovité), případně oddělován (někdy i s příbuzným rodem Diplopanax) do samostatné čeledi Mastixiaceae.
V rámci rodu jsou rozlišovány dva podrody. Podrod Mastixia je charakterizován 4 až 6 tyčinkami v jednom kruhu, zatímco u podrodu Manglietia je tyčinek 8 a jsou uspořádány ve dvou kruzích.

## Význam
Dřevo rodu Mastixia je měkké a snadno se opracovává. Není příliš kvalitní a má jen velmi omezený a lokální význam, k čemuž přispívá i velmi roztroušený výskyt těchto stromů v lesních porostech. Jádrové dřevo bývá žluté se zelenavým nádechem, s jemnou a stejnoměrnou strukturou, a není ostře odděleno od bílé až nažloutlé běli. Vzhledem k tomu, že se při vysychání silně smršťuje, není vhodné ke stavebním účelům. Lze jej použít např. na bednění, obalové materiály či výrobu palet. V Indii se dřevo Mastixia arborea používá na výrobu tužek. V Malajsii je dřevo různých druhů rodu Mastixia známo jako tetebu, v Indonésii má oficiální název kayu kundur. Pryskyřice získávaná z druhu Mastixia arborea se v Indii pálí jako repelent k odhánění komárů a much.